# جیم دوگان
جیم دوگان (انگلیسی: Jim Duggan؛ زادهٔ ۱۴ ژانویهٔ ۱۹۵۴) کشتی‌گیر کشتی حرفه‌ای، و کشتی‌گیر اهل ایالات متحده آمریکا است.
وی همچنین برندهٔ جوایزی همچون تالار شهرت دبلیو دبلیو ای شده‌است.
از باشگاه‌هایی که در آن بازی کرده‌است می‌توان به آتلانتا فالکونز اشاره کرد.